# Competência (informacional)
O termo competência surgiu quando o ser humano sentiu a necessidade de saber controlar a produção e os trabalhadores individuais numa era onde a informação ganha uma importância primordial, tendo que reconhecer os valores adquiridos e as competências individuais de cada pessoa, no seu posto de trabalho, e no modo de gestão de qualificação. Segundo o pesquisador Joan Ferrés, o conceito de competência nasceu no mundo laboral, sendo posteriormente integrado ao mundo acadêmico. Entende-se por competência uma combinação de conhecimento, habilidades e atitudes que são consideradas necessárias para um determinado contexto.
O desenvolvimento do termo se deu na década de 1980, por ter sido um período que estava se propondo regras de qualificação nas empresas para se empregar, tendo assim o termo competência um destacamento explicito que se relacionava diretamente com o termo responsabilidade. Na década de 1990, época em que estava tendo uma racionalização referente a conceitos e as modificações ocorridas no trabalho, devido à alta produção, o termo competência procurava métodos que o sustenta e que viesse a lhe expandir, houve com isso as realizações das primeiras pesquisas. Isso se intensificou e era motivo para grandes debates sociais, tomando assim o lugar da gestão de recursos humanos.
A palavra competência é hoje uma nova maneira de qualificar um indivíduo, tratando-se da qualificação do trabalho ou emprego. Com isso as empresas promoveram o surgimento das recompensas, ou podem-se dizer das variáveis, que dispõe para os trabalhadores que melhor se sobre sai no trabalho, ou seja, é uma pessoa competente. A cada dia o modo de trabalho vem se modificando devida essa nova evolução, ou seja, esse termo acompanhou as grandes fases históricas, no que diz respeito ao trabalhador, vindo desde a mão-de-obra, a própria natureza do trabalho.
O significado de competência se evolui também cada era, sendo o período da Idade Média caracterizado pelo poder judiciário, como o julgamento de certas questões abordada pelas instituições, já com o passar do tempo foi caracterizada pelo significado da capacidade de alguém e o seu reconhecimento, depois deste significado veio outro que trabalha com a linguagem empresarial e prevalece até hoje, que seria a capacidade de um indivíduo de realizar determinados trabalhos. Nestes últimos anos vem se intensificando o estudo desta palavra, pois estamos presenciando as novas tecnologias de informação e comunicação, tendo assim em muitas empresas trabalhadores que precisa se reciclar em relação a estas novas evoluções.

## Tipos de classificação de competência
A palavra competência é classificada em técnicas e em diferentes níveis, as técnicas são:
- Competência Interpessoais: são processos interpessoais, onde o ser humano é analisado pelo seu comportamento, suas habilidades e pela sua capacidade de cooperação, numa empresa.
- Competência Conceituais: o individuo é analisado pela sua criatividade, eficiência a solução de problemas e das habilidades de detectar as oportunidades e problemas potenciais.

A competência em diferentes níveis é caracterizada em:
- Competência Individuais: refere-se aos trabalhos pessoais, ou seja, como conjunto de conhecimento de cada individuo, colocando-se em prática suas habilidades e atitudes. É ligada a competência interpessoais.
- Competência Organizacional: são valores atribuídos às empresas, que proporciona vantagens competitivas, tendo-se a combinação de aptidões, e isso faz com que a clientela tenha nas mãos o poder de decisão.

## Alfabetização informacional
A educação de usuários dentro das unidades de informação visa oferecer ferramentas para prepará-los de modo que possam desenvolver novas habilidades para interagir da melhor forma com o ambiente informacional, principalmente em meio virtual pois ainda ha usuários despreparados para lidar coma enorme gama de informações. Através da alfabetização informacional, os cidadãos tornam-se mais capacitados para interagir provedores de informações efetivamente e desenvolver o pensamento crítico e as aptidões para aprendizagem ao longo da vida e também para socialização e colocação em prática de cidadania ativa.
A função educativa da biblioteca esta na elaboração de ações planejadas de uso dos recursos disponíveis como os livros do acervo, novas fontes de informação e saber diferenciar as fontes relevantes e seguras, com base no seu objetivo ou necessidade. Como afirma Campello, segundo o novo Information Power há nove critérios que devem ser estabelecidos para obter sucesso na busca pelo desenvolvimento da competência informacional, e eles estão divididos em 3 grupos:
Competência informacional
- O aluno que tem competência informacional acessa a informação de forma eficiente e efetiva.
- O aluno que tem competência informacional avalia a informação de forma crítica e competente.
- O aluno que tem competência informacional usa a informação com precisão e com criatividade.

Aprendizagem independente
- O aluno que tem capacidade de aprender com independência possui competência informacional e busca informação relacionada com os seus interesses pessoais com persistência.
- O aluno que tem capacidade de aprender com independência possui competência informacional e aprecia literatura e outras formas criativas de expressão da informação.
- O aluno que tem capacidade de aprender com independência possui competência informacional e se esforça para obter excelência na busca de informação e de geração de

conhecimento.
Responsabilidade Social
- O aluno que contribui positivamente para a comunidade de aprendizagem e para a sociedade tem competência informacional e reconhece a importância da informação para

a sociedade democrática.
- O aluno que contribui positivamente para a comunidade de aprendizagem e para a sociedade tem competência informacional e pratica o comportamento ético em relação à

informação e à tecnologia da informação.
- O aluno que contribui positivamente para a comunidade de aprendizagem e para a sociedade informacional tem competência informacional e participa efetivamente de grupos,

a fim de buscar e gerar informação.
Fonte:http://www.scielo.br/pdf/ci/v32n3/19021.pdf

## Competência em Informação
A expressão Competência informacional surgiu pela primeira vez na literatura em 1974 em um relatório intitulado As relações e prioridades do ambiente de serviços de informação, de autoria do bibliotecário americano Paul Zurkowski. Sugeria que os recursos informacionais deveriam ser aplicados às situações de trabalho, na resolução de problemas, por meio do aprendizado de técnicas e habilidades no uso de ferramentas de acesso à informação.
Surgida na literatura em 1974, a Competência informacional liga-se à necessidade de se exercer o domínio sobre o sempre crescente universo informacional. Incorporando habilidades, conhecimentos e valores relacionados à busca, acesso, avaliação, organização e difusão da informação e do conhecimento.
Em 1976, o conceito de Competência informacional reapareceu agora mais abrangente, ligado a uma série de habilidades e conhecimentos; incluía a localização e uso da informação para a resolução de problemas e tomadas de decisão.
Competência informacional tem como objetivo formar indivíduos que: saibam determinar a natureza e a extensão de sua necessidade de informação como suporte a um processo inteligente de decisão, uma vez que: – dialogam com colegas, docentes, educadores, definindo e articulando suas necessidades de informação; – identificam potenciais fontes informacionais, em variados formatos e níveis de profundidade; – consideram custos e benefícios em relação à natureza e extensão de seus propósitos; – definem critérios de escolha e tomadas de decisão dentro de um plano predeterminado
Nas últimas décadas do século XX, o homem avançou com o sistema de informatização permitindo assim uma maior utilização da informação, ou seja, vem buscando o seu próprio desenvolvimento. E a partir dessas evoluções surgiu o termo competência informacional, estando relacionada a método e técnicas das fases que compõe o ciclo informacional.
A competência informacional está ligada às habilidades exigidas no ato da mediação de alguma informação. Isso corresponde ao profissional que trabalha diretamente com a informação, tendo este profissional que passar a informação com veracidade, e de acordo com a necessidade do usuário, é caracterizado então um profissional com competência informacional, estando neste momento em atualização do que se passa no mundo.
A competência informacional esta ligada diretamente as organizações, fazendo com que as pessoas estejam mais preparadas para usar a informação que lhe foi concedida, e então exercer as funções que requer na organização. Temos assim uma competência informacional individual, pois depende do potencial de cada individuo para realizar as atividades que demandam a organização, e então com a cooperação de cada trabalhador, as empresas traçaram objetivos para se diferenciar e melhorar no mercado a sua competitividade.
O exemplo deste termo visualiza o bibliotecário, pois tem como objetivo lidar com a informação, agregando hoje no mercado as novas tecnologias da informação bem como a gestão organizacional do mercado que é a propulsora das principais modificações no perfil deste profissional, ou seja, o bibliotecário precisa de habilidades e conhecimento sobre o assunto para repassar e estar mais bem preparado para atender os usuários que requer informações pertinentes para contribuir com a necessidade do usuário, possuindo assim competência informacional individual, pois atendeu de forma com que o usuário saísse com a informação necessária.
 A Association of College and Research Libraries (ACRL) - definiu um conjunto de padrões de competência informacional para estudantes de nível superior, testados e assumidos como modelo nos EUA. Este modelo consta de 05 padrões, com 22 indicadores de desempenho e uma lista de resultados para avaliar o progresso do aluno em direção à competência informacional. São eles:
Padrão 1 – Reconhecer as necessidades de informação;
- Definir as necessidades de informação;

- Reconhecer que a informação existente pode ser combinada com pensamento original, experimentação ou análise para produzir nova informação;
- Explorar fontes gerais de informação para aumentar a familiaridade com o tópico.[5]

Padrão 2 – Acessar eficientemente a informação;
- Seleção do método investigativo ou o sistema de informações mais apropriado para acessar a informação necessária;
- Recuperação da informação online ou pessoalmente utilizando uma variedade de métodos;
- Extração, registro e gerenciamento da informação e suas fontes.[5]

Padrão 3 – Avaliar eficientemente a informação;
- Elaboração do resumo das idéias (SIC - Sistema de Informação e comunicação) principais a serem extraídas da informação reunida;
- Examinar e comparar a informação a partir de várias fontes de forma a avaliar confiabilidade, validade, precisão, autoridade, atualização e ponto de vista ou viés;
- Síntese das principais idéias (SIC - Sistema de Informação e Comunicação) para construir novos conceitos.[5]

Padrão 4 – Usar eficientemente a informação;
- Aplicação da informação nova e anterior no planejamento e criação de um produto ou desempenho particular;
- Comunicação do produto ou desempenho eficientemente a outros;
- Comunicar claramente e com um estilo que apóia (SIC - Sistema de Informação e Comunicação) os propósitos da audiência pretendida.[5]

Padrão 5 - Compreender os temas econômicos, legais e sociais que rodeiam o uso da informação e acessá-la e usá-la crítica e legalmente.
- Identificar e discutir temas relacionados à privacidade e segurança tanto no ambiente impresso quanto eletrônico;
- Seguir leis, regulamentos, políticas institucionais e etiqueta relacionada ao acesso e uso dos recursos de informação;
- Reconhecer o uso das fontes de informação ao comunicar o produto.[5]

## Papel do bibliotecário em meio a competência informacional
- Caregiver – Apoiar a aprendizagem individualizada, auxiliando cada aluno em suas necessidades especificas, respeitando seu estilo de aprendizagem.
- Orientador – Estimular a aprendizagem levando o aluno a buscar as fontes, estratégias e respostas para suas necessidades.
- Elo (Conector) – Conectar os alunos com as idéias concretizadas no universo dos recursos informacionais disponíveis.
- Catalisador – Colaborador no planejamento curricular e facilitador da aprendizagem, por ter uma visão global da aprendizagem em todas as áreas.

Uma das funções do bibliotecário seria a de professor, encarregado de ensinar não apenas as habilidades que vinha tradicionalmente ensinando (localizar e recuperar informação), mas também envolvido no desenvolvimento de habilidades de pensar criticamente, ler, ouvir e ver, enfim ensinando a aprender a aprender. Outra função prevista para o bibliotecário era a de consultor didático, encarregado de integrar o programa da biblioteca ao currículo escolar, colaborando no processo de ensino/aprendizagem e assessorando no planejamento e na implantação de atividades curriculares.
O bibliotecário deve direcionar seu trabalho para a mediação de aprendizado, que é definida a partir de quatro conceitos:
– intencionalidade (que ocorre quando o bibliotecário educador direciona a interação e o aprendizado);
– reciprocidade (quando o bibliotecário está envolvido em um processo de aprendizado, ambos aprendem);
– significado (quando a experiência é significativa para ambos);
– transcendência (quando a experiência vai além da situação de aprendizagem, é extrapolada para a vida do aprendiz).

## Habilidades informacionais
- De solucionar problemas,
- De aprender independentemente,
- De aprender ao longo de toda a vida,
- De aprender a aprender, de questionamento,
- De pensamento lógico
- De acessar a informação de maneira eficaz e eficiente
- de avaliar a informação com criticidade e competência
- de usar a informação de maneira precisa e criativa
- de buscar a informação conforme suas necessidades informacionais
- de apreciar a literatura enquanto forma de expressão crítica e criativa
- de buscar respostas pertinentes a suas necessidades de informação e de conhecimento
- de reconhecer a importância da informação como elemento base de uma sociedade igualitária
- de agir eticamente em relação ao uso da informação
- de contribuir para sociedade ao produzir informação[7]

A reação mais enfática veio na forma de um documento chamado Libraries and the Learning Society: Papers in Response to A Nation at Risk, publicado em 1984 pela American Library Association (ALA), em que os autores demonstravam a contribuição que a biblioteca escolar poderia oferecer para uma educação que ensinasse o aluno a aprender a aprender e desenvolvesse habilidades para buscar e usar informação, consideradas essenciais para viver em uma sociedade complexa e mutável.
O poder da informação: construindo parcerias para aprendizagem Nove normas para a competência informacional Competência informacional 1. O aluno que tem competência informacional acessa a informação de forma eficiente e efetiva. 2. O aluno que tem competência informacional avalia a informação de forma crítica e competente. 3. O aluno que tem competência informacional usa a informação com precisão e com criatividade. Aprendizagem independente 4. O aluno que tem capacidade de aprender com independência possui competência informacional e busca informação relacionada com os seus interesses pessoais com persistência. 5. O aluno que tem capacidade de aprender com independência possui competência informacional e aprecia literatura e outras formas criativas de expressão da informação. 6. O aluno que tem capacidade de aprender com independência possui competência informacional e se esforça para obter excelência na busca de informação e de geração de conhecimento. Responsabilidade social. 7. O aluno que contribui positivamente para a comunidade de aprendizagem e para a sociedade tem competência informacional e reconhece a importância da informação para a sociedade democrática. 8. O aluno que contribui positivamente para a comunidade de aprendizagem e para a sociedade tem competência informacional e pratica o comportamento ético em relação à informação e à tecnologia da informação. 9. O aluno que contribui positivamente para a comunidade de aprendizagem e para a sociedade informacional tem competência informacional e participa efetivamente de grupos, a fim de buscar e gerar informação.

## As competências informacionais na educação
O cenário da era da informação propiciou aos sujeitos um mundo com um acumulo informacional que os sobrecarrega, então, a rápida evolução no âmbito informacional trouxe consigo a necessidade de se pensar e criar métodos e práticas de educação voltados para a informação e seu uso, pesquisa tratamento e avaliação. Pois começou-se a entender que ter acesso à informação torna alguns sujeitos mais privilegiados que outros, mas além disso, possuir competências informacionais coloca o sujeito em um local ainda mais privilegiado em relação àquele que possui apenas o acesso à informação mas não a sabe usar. Nesse sentido, em meio à uma sociedade cada vez mais focada na informação, é vital que os profissionais preocupem-se em adequar o sistema educacional para os aprendizados informacionais
Porém, antes de criar métodos e práticas para a educação da informação, os educadores precisam considerar a crescente variedade de formas de textos relacionadas às tecnologias da informação. Nesse âmbito, é inevitável não pensar na internet como um dos grandes criadores e difusores de informações, com o advento das redes sociais, as informações começaram a ser disseminadas em um fluxo frenético, bombardeando os internautas com diferentes informações em intervalos de tempo muito curtos, o que tornou vital que os sujeitos saibam avaliar e verificar a relevância e veracidade das informações, principalmente levando em conta as problemáticas envolvendo a disseminação das fake news. Mas além disso, também começou a ser tornar crucial o questionamento do papel da mediação na informação.

Nesse contexto, as práticas informacionais estão ligadas diretamente com a mediação da informação. De início a mediação era vista como a ponte que interligava o acervo de documentos com os usuários. Entretanto, mais adiante o conceito de mediação informacional acabou ganhando como função o papel ativo dos profissionais e instituições como mediadores da informação, deixando em segundo plano o caráter de apenas um difusor de informações e apropriando-se do caráter dialógico dos serviços e sistemas. Sendo assim, Almeida Junior (2009) diz que a mediação da informação é:
" (...) toda ação de interferência – realizada pelo profissional da informação -, direta ou indireta; consciente ou inconsciente; singular ou plural; individual ou coletiva; que propicia a apropriação de informação que satisfaça, plena ou parcialmente, uma necessidade informacional” (JUNIOR, 2009)
Além disso, é nesse contexto de satisfação e apropriação da necessidade informacional, que é preciso entender que para se ter êxito nesse processo, o usuário necessita ter um papel de sujeito ativo no processo de mediação da informação, mas para isso é necessário criar práticas que coloquem o usuário como participante nos processos de construção e apropriação da informação, através de procedimentos que incluem metacognição, objetivos, disposição pessoal, desenvolvimento cognitivo, deliberação e tomada de decisão, como forma de aguçar o pensamento crítico do sujeito.

Nesse sentido, Perrotti e Pieruccini (2013) afirmam que a Infoeducação é um instrumento que liga a educação e a informação, buscando além de estabelecer competências e habilidades informacionais aos usuários, apresentar também a questão do protagonismo cultural. Sendo assim, os indivíduos além de competentes no uso da informação, também conseguiriam dar sentido pessoal e social em suas competências. A partir disso surge os “saberes informacionais” explicados por Perrotti e Pieruccini como:
“(...) um conjunto complexo de habilidades, competências e atitudes que, devidamente descritas e interelacionadas, permite não só trabalhar as aprendizagens informacionais indispensáveis à sobrevivência individual e coletiva nas sociedades da informação, como também questioná-la em seus princípios, dinâmicas e processos”. (PERROTI, PIERUCCINI, 2013).
Sendo assim, os saberes informacionais, dentro do âmbito de apropriação cultural, precisam ser plurais, contemplando diversas vivências de aprendizagem, ou seja, é importante buscar compreender os níveis de conhecimento e desenvolvimento de cada aprendiz no processo de aprendizagem informacional, sendo assim, o profissional precisa adequar seus métodos à realidade e necessidade dos aprendizes. Mas para isso, seria necessário criar conjunturas que possibilitassem o envolvimento dos aprendizes na esfera da cultura a partir de aproximações, interações e dispositivos condizentes com o contexto dos aprendizes. Nessa esfera, Perrotti e Pieruccini (2013) apresentam uma lista que pode servir como base para a criar projetos voltados para aprendizagem informacional, nessa lista estão incluídos os elementos:
- Dispositivos e circuitos de informação e cultura: bibliotecas públicas, cinematecas, centros culturais, museus, livrarias, bibliotecas escolares.[13]
- Tipologia documentária:  obras de referência, como dicionários e enciclopédias; obras não literárias, como livros didáticos; documentos eletrônicos, periódicos e objetos tridimensionais.[13]
- Linguagens e produtos documentários de recuperação da informação: terminologias para a busca de informação, como palavra-chaves e termos específicos; formas de identificação e recuperação da informação, como número de chamada, título, autor e sumários; sistemas de classificação, como o Dewey, além de outras formas de ordenação presentes em diferentes instituições.[13]
- Informação oral: pode ser direta ou indireta; informativa, narrativa, expositiva, formal ou informal.[13]
- Informação escrita: itens de composição e publicação de livros, como capa, miolo, introdução, capítulos, anexos e etc; textos informativos; textos literários.[13]
- Informação audiovisual, visual e sonora: fotos, desenhos, filmes, programas de tv.[13]
- Informação eletrônica: ebooks, chats, redes sociais, bases de dados.[13]
- Práticas educativas e culturais: rodas de histórias, debates, palestras; práticas de leitura e escrita; fontes de informações audiovisuais.[13]
- Práticas de pesquisa: identificação e apresentação das necessidades informacionais, como a elaboração de perguntas e palavras chaves; técnicas de busca de informação em meios impressos, como enciclopédias, e meios eletrônicos, como bases de dados; registros de informação; avaliação, análise, seleção e interpretação de informações; planejamentos de planos para pesquisa; comunicação de resultados, como relatos orais ou escritos.[13]
- Organização e gestão de documentação pessoal: elaboração de arquivos, agendas, criação de acervos de estudo.[13]

Esses elementos e suas variáveis focadas para a elaboração de programas e projetos de aprendizagem informacional precisam ter um duplo sentido, necessitam ser dispositivos de informação mas também precisam ter um caráter de formação. Com isso, fica claro que também há a necessidade de ter locais adequados para a implementação e desenvolvimento dos projetos e programas de aprendizagens informacionais.
É nesse contexto, que muitos pesquisadores enxergam nas bibliotecas escolares o alto potencial de implementação dos projetos de aprendizagem informacionais, pois há o entendimento da biblioteca escolar como um local plural, com diversas possibilidades e que reúne diferentes recursos informacionais. Mas deve-se compreender que os projetos de aprendizagem informacional no ambiente escolar não devem ser pensados como exclusividade e responsabilidade somente das bibliotecas, nesses projetos também podem estar incluídos e participar outros setores da instituição, como por exemplo os laboratórios de informática.
Nesse sentido, entende-se as bibliotecas escolares não podem mais servir apenas como um local de acúmulo informacional, que os alunos recorrem somente quando são orientados pelos professores, então, deve-se quebrar a ideia da biblioteca escolar com uma extensão da sala de aula. Nessa conjuntura, Perrotti e Verdini (2008) postulam a “Estação do Conhecimento” como dispositivo da infoeducação que procura servir como uma terceira margem entre bibliotecas, salas de aulas e outros espaços informacionais e educativos, que buscam se articular, elaborar e integrar os projetos e programas de aprendizagens informacionais dentro e fora das instituições educacionais, com o objetivo de tornar os espaços em locais abertos para a informação e a apropriação dos saberes.